# Papilio euchenor
|  | Dieser Artikel wurde aufgrund von formalen oder inhaltlichen Mängeln in der Qualitätssicherung Biologie zur Verbesserung eingetragen. Dies geschieht, um die Qualität der Biologie-Artikel auf ein akzeptables Niveau zu bringen. Bitte hilf mit, diesen Artikel zu verbessern! Artikel, die nicht signifikant verbessert werden, können gegebenenfalls gelöscht werden. Lies dazu auch die näheren Informationen in den Mindestanforderungen an Biologie-Artikel. |

Papilio euchenor ist ein Schmetterling aus der Familie der Ritterfalter (Papilionidae).

## Merkmale
Die Falter erreichen eine Flügelspannweite von 100 bis 130 Millimetern. Die Vorderflügel haben eine schwarze Grundfärbung. In der unteren Hälfte des Mittelteils verläuft eine gelbe Binde, durch welche jedoch schwarze Adern verlaufen. Zwischen dem Ende dieser Binde und dem Vorderrand befindet sich in der Diskalregion ein sehr großer Bogenfleck. Wenige Zentimeter vom Apex entfernt befinden sich vom Vorderrand bis zum Außenrand drei verhältnismäßig kleine gelbe Flecke. Die Hinterflügel haben ebenfalls eine schwarze Grundfärbung und weisen im mittleren Teil des Flügels als Fortsetzung der Binde des Vorderflügels eine gelbe Binde auf. Der Außenrand hat keinen Schwanzfortsatz.
Die Unterseite der Vorderflügel ist schwarz und weist alle Merkmale der Oberseite auf. Zusätzlich ist bis auf die Zelle die Region um den Körper nun hellgelb. In der Zelle befinden sich vom Körper ausgehend mehrere gelbe Linien. Die Unterseite der Hinterflügel ist ebenfalls schwarz und weist alle Merkmale der Oberseite auf. Die gesamte Region um den Körper ist hellgelb gefärbt. Die gelbe Binde ist nun um ein bis zwei Zentimeter breiter. In diesem Bereich befindet sich am Vorderrand ein schwarzes Auge mit gelbem und orangem Rand. Nahe dem gelben Bereich und nahe dem Innenrand ist ein kurzer blauer Strich. In der Submarginalregion befinden sich eine Zickzacklinie, welche in den gelben Bereich verschmilzt. Diese ist gelb, wird allerdings Richtung Innenrand zunehmend orange. Der gewellte Außenrand ist schwarz und weiß gescheckt.
Die beiden Geschlechter unterscheiden sich nicht in den Flügelzeichnungen und im Körper, welche auf der Oberseite komplett schwarz und auf der Unterseite komplett gelb ist.

### Ähnliche Arten
- Papilio aegeus

## Verbreitung und Vorkommen
Das Verbreitungsgebiet von Papilio euchenor ist auf Neuguinea und einige kleinere umgebende Inseln beschränkt. Er gilt als nicht gefährdet und ist relativ häufig anzutreffen. Einige Unterarten gelten als gefährdet.

## Systematik
Aus der Literatur sind folgende Unterarten bekannt:
- Papilio euchenor euchenor Guérin-Méneville, 1829
- Papilio euchenor godarti Montrouzier, 1856
- Papilio euchenor eutropius Janson, 1886
- Papilio euchenor obsolescens Rothschild, 1895
- Papilio euchenor depilis Rothschild, 1895
- Papilio euchenor naucles Rothschild, 1908
- Papilio euchenor misolensis Rothschild, 1908
- Papilio euchenor comma (Joicey & Noakes), 1915
- Papilio euchenor rosselanus Rothschild, 1908
- Papilio euchenor sudestensis Rothschild, 1908
- Papilio euchenor misimanus Rothschild, 1898
- Papilio euchenor novohibernicus Rothschild, 1896
- Papilio euchenor neohannoveranus Rothschild, 1898
- Papilio euchenor subcoerulea Rothschild, 1915

## Belege
1. 1 2 3 4 5  butterflycorner.net: Papilio euchenor (Memento des Originals vom 28. August 2008 im Internet Archive)  Info: Der Archivlink wurde automatisch eingesetzt und noch nicht geprüft. Bitte prüfe Original- und Archivlink gemäß Anleitung und entferne dann diesen Hinweis. (abgerufen am 28. April 2009)
2. ↑  Papilionidae of the World: a pictorial summary. Abgerufen am 6. Mai 2015.
3. 1 2  Lepidoptera and some other life forms. Markku Savela, abgerufen am 4. Januar 2014.
4. ↑   Newman, Edward: Zoologist: a monthly journal of natural history. J. Van Voorst, 1858, S. 5890
5. ↑   Collins, N. Mark und Morris, Michael G. sowie International Union for Conservation of Nature and Natural Resources: Threatened swallowtail butterflies of the world: the IUCN red data book. IUCN, 1985, ISBN 2-88032-603-6, S. 95